# 佐藤力作
佐藤 力作（さとう りきさく、1853年（嘉永5年12月） - 1924年（大正13年）2月13日）は、日本の政治家、衆議院議員（1期）。

## 経歴
越後国岩船郡村上城下(のち新潟県岩船郡村上本町→村上町、現・村上市)生まれ。岩船郡会議員、新潟県会議員、村上鮭産育養所長、大日本水産会評議員となる。
1894年3月の第3回衆議院議員総選挙において新潟2区から自由党所属で立候補して当選する。同年9月の第4回衆議院議員総選挙は不出馬。衆議院議員は1期務め、1924年に死去した。